# República Kongsi

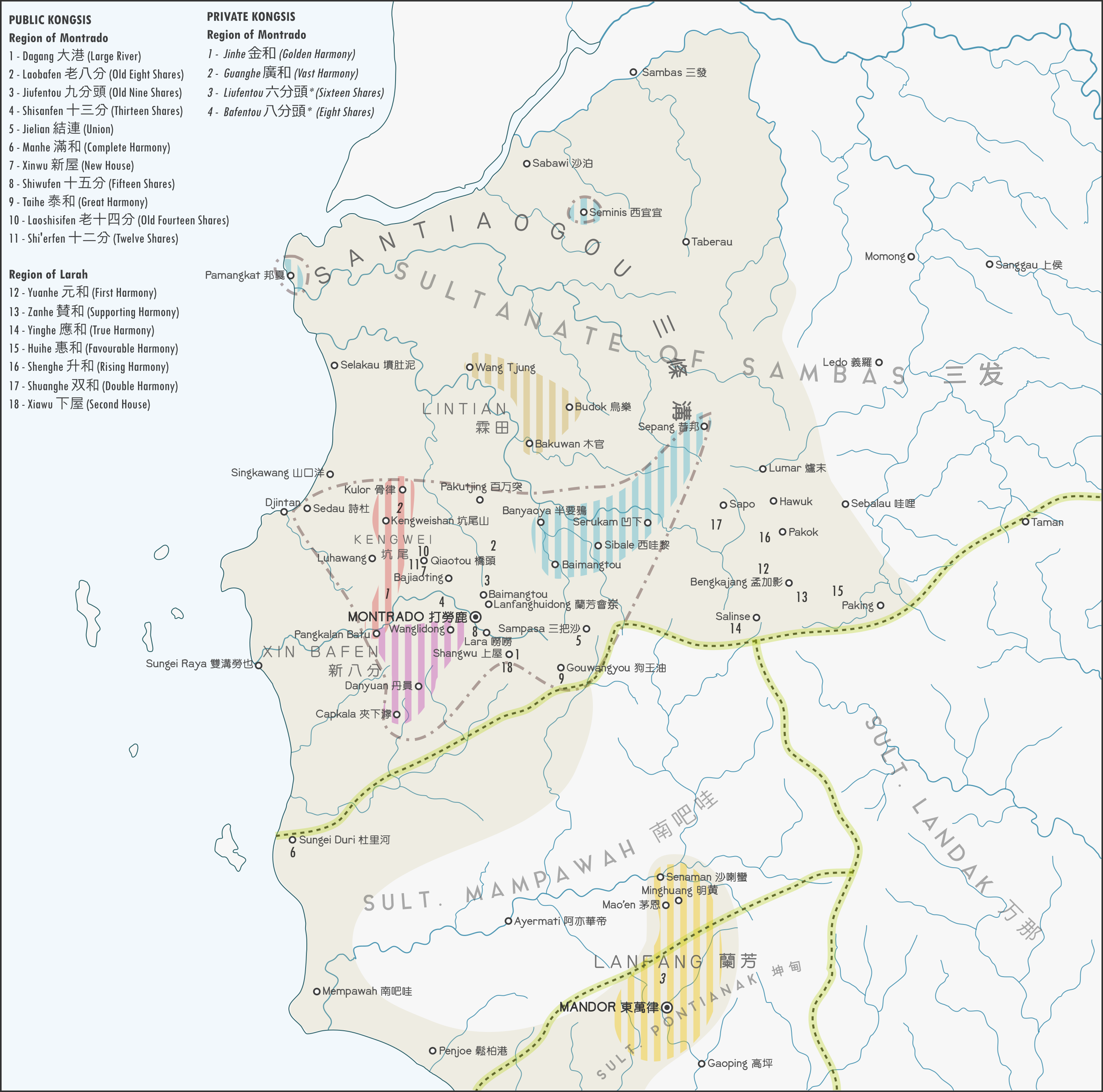
Mapa de Kongsis en Borneo occidental

Las repúblicas kongsi, también conocidas como democracias kongsi o federaciones kongsi, eran estados autónomos en Borneo que se formaron como federaciones de comunidades mineras chinas conocidas como kongsi. A mediados del siglo XIX las repúblicas kongsi controlaban la mayor parte del oeste de Borneo. Las tres repúblicas kongsi más grandes eran la República de Lanfang, la Confederación de Heshun (Fosjoen), y la Federación Santiaogou (Samtiaokioe) tras separarse de la Heshun.
Los kongsis comerciales eran comunes en las comunidades diásporas chinas de todo el mundo, pero las repúblicas kongsi de Borneo eran únicas en el sentido de que eran estados soberanos que controlaban grandes franjas de territorio. Esta característica las distingue de los sultanatos del sudeste asiático, que tenían autoridad sobre sus súbditos, pero no controlaban el territorio donde estos residían.
Las repúblicas kongsi compitieron con los holandeses por el control de Borneo, culminando en tres Guerras Kongsi en 1822-24, 1850-54 y 1884-85. Los holandeses acabaron derrotando a las repúblicas kongsi, sometiendo su territorio a la autoridad del Estado colonial holandés.
Las federaciones kongsi se regían por la democracia directa, y los autores del siglo XIX las llamaron por primera vez "repúblicas". Sin embargo, los estudiosos modernos tienen opiniones diferentes sobre si deben considerarse repúblicas de estilo occidental o una tradición china de democracia completamente independiente.

## Historia
Los kongsis eran originalmente organizaciones comerciales formadas por miembros que aportaban capital y compartían los beneficios. Se establecieron por primera vez a finales del siglo XVIII, cuando los chinos emigraron al sudeste asiático. Los kongsis surgieron con el crecimiento de la industria minera china, y se basaban en las nociones tradicionales chinas de hermandad. La mayoría de los kongsis comenzaron a escala modesta como sistemas de asociación llamados hui (en chino tradicional, 會; pinyin, huì; literalmente, ‘unión’).  Estos sistemas de asociación eran importantes instituciones económicas que existían en China desde la aparición de una clase directiva de la dinastía Song en el siglo XII. Un hui pasó a llamarse kongsi cuando se convirtió en una institución de tamaño considerable que contaba con cientos o miles de miembros.
Existen escasos registros de las primeras comunidades mineras chinas. W. A. Palm, un representante de la Compañía Holandesa de las Indias Orientales, informa de que en 1779 se habían establecido minas de oro en los alrededores de Landak, pero se desconoce la etnia de sus trabajadores.
La competencia entre los kongsis aumentó a medida que se agotaban las antiguas explotaciones mineras y los mineros se expandían a nuevos territorios, lo que llevó a los kongsis más grandes a incorporarse o consolidarse a partir de los más pequeños. La Federación Fosjoen se formó en 1776, cuando catorce kongsis más pequeños de los alrededores de Monterado se unieron en una sola federación. Los principales miembros de la federación eran el kongsi Samtiaokioe, que controlaba las explotaciones mineras del norte de Monterado, y el kongsi Thaikong, que controlaba las explotaciones del oeste y suroeste de Monterado.
Poco después de la formación de la Federación Fosjoen, Luo Fangbo fundó la República Lanfang en 1777. Luo emigró desde Guangdong en el sur de China, acompañado de un grupo de compañeros, y llegó a Borneo en 1772. El temprano crecimiento de Lanfang se atribuye a sus vínculos comerciales con el Sultanato de Pontianak. La traducción al neerlandés de los Anales de Lanfang da a entender que Luo Fangbo llegó directamente al puerto de Pontianak, pero es probable que al principio participara en el Lanfanghui, un kongsi agrícola que comparte el mismo nombre que la posterior república kongsi de Luo. Un relato alternativo de la fundación, posiblemente procedente de fuentes malayas, afirma que Lanfang se originó a partir de un grupo de kongsis más pequeños unificados por Luo en 1788.
Las repúblicas kongsi controlaban ciudades portuarias y del interior que les permitían comerciar con mercancías sin la interferencia de sus vecinos holandeses o malayos. Los kongsis chinos estaban afiliados a las ciudades de Singkawang, Pemangkat, Bengkayang, y otros asentamientos. Estos pueblos kongsi albergaban negocios que atendían las necesidades de los mineros e incluían servicios como farmacias, panaderías, restaurantes, fumaderos de opio, barberías y escuelas.

## Guerras Kongsi
Las Guerras Kongsi fueron tres guerras distintas libradas entre los holandeses y las federaciones kongsi en 1822-1824, 1850-1854 y 1884-1885:
- Expedición a la costa occidental de Borneo (1822-24)
- Expedición contra los chinos en Montrado (1850-54)
- Levantamiento chino en Mandor, Borneo (1884-85)

La mayoría de las repúblicas kongsi fueron desmanteladas por los holandeses tras la Segunda Guerra de Kongsi. La República de Lanfang fue la última de las federaciones kongsi que sobrevivió, ya que negoció un acuerdo con los holandeses que le permitió seguir siendo un estado autónomo dentro de las Indias Orientales Holandesas. Lanfang podía seguir eligiendo a sus propios gobernantes, pero los holandeses tenían derecho a aprobar a los dirigentes de la federación. A mediados del siglo XIX, los holandeses intentaron limitar la autoridad de la República de Lanfang. La Tercera Guerra de Kongsi, una rebelión fallida de los chinos contra los holandeses en 1884-1885, puso fin a la independencia de Lanfang. El territorio de Lanfang se dividió entre Pontianak, Mempawah y Landak. Los chinos residentes en la antigua República de Lanfang pasaron a ser súbditos del gobierno colonial holandés, pero también debían pagar impuestos a los dirigentes locales.

## Gobierno
El órgano principal de las repúblicas kongsi era la sala de asambleas (zongting), una asamblea de delegados que representaban a las comunidades mineras kongsi constituyentes. El salón de actos ejercía funciones ejecutivas y legislativas.
En la Confederación Heshun, los delegados de la sala de asambleas se elegían cada cuatro meses.
Los comentaristas del siglo XIX escribieron favorablemente sobre la naturaleza democrática de la federación kongsi. Los historiadores de esta época clasificaron las federaciones kongsi como repúblicas. El sinólogo holandés Jan Jakob Maria de Groot era partidario de esta interpretación, calificando a los kongsis de "repúblicas de pueblo" que participaban del "espíritu de una democracia". Sobre el republicanismo de los kongsis, de Groot escribió

Ya el propio término kongsi, o, según el dialecto hakka, koeng-sji o kwoeng-sze, indica un perfecto republicanismo. Significa exactamente administración de algo que es de interés colectivo o común. Por lo tanto, también ha sido utilizado por las grandes corporaciones y empresas comerciales. Pero cuando se utiliza como término para las organizaciones políticas de Borneo Occidental, debe interpretarse como una organización para gobernar la república.

En respuesta a las comparaciones con el republicanismo occidental, el historiador Wang Tai Pang ha advertido que "tal enfoque de la historia del kongsi es evidentemente eurocéntrico". Admite que las federaciones eran similares a las democracias occidentales en la medida en que implicaban la elección de representantes. Sin embargo, Wang sostiene que las características exclusivamente chinas de las federaciones kongsi se pasan por alto cuando los historiadores sólo hacen hincapié en la conexión entre los kongsis y el republicanismo en Occidente. Por el contrario, los kongsis deben considerarse como democracias auténticamente chinas que se desarrollaron independientemente de la influencia de las instituciones políticas occidentales. Mary Somers Heidhues subraya que la comprensión del siglo XIX de la palabra "república" no es idéntica a la interpretación moderna del republicanismo. Un comentarista holandés del siglo XIX habría llamado república a cualquier sistema político sin un gobernante hereditario.